# Budapesti Corvinus Egyetem
A Budapesti Corvinus Egyetem (rövidítve: Corvinus, 1953–1990 között: Marx Károly Közgazdaságtudományi Egyetem, egykori elterjedt rövid elnevezése: Közgáz) 1948 óta fennálló, Budapesten működő alapítványi fenntartású felsőoktatási intézmény. Finanszírozása jelentősen eltér más magyarországi egyetemekétől, a Corvinuson államilag támogatott képzésre nincs lehetőség felvételizni, csak a szigorúbb feltételekkel elérhető Corvinus Ösztöndíj érhető el.

## Története
Az intézmény jogelődje az 1920-ban felállított Királyi Magyar Tudományegyetemi Közgazdaságtudományi Kar, amely a Budapesti (1921-től Pázmány Péter) Tudományegyetemtől független, önálló szervezetben működött, élén a dékán állt, rektori jogkörrel. Ide olvadt be a Keleti Kereskedelmi Akadémia, valamint a kereskedelmi iskolai tanárképző intézet. 1934–1948 között Magyar Királyi József Nádor Műszaki és Gazdaságtudományi Egyetem Közgazdaságtudományi Karként működött.
Az 1948. évi LVII. törvénnyel hozták létre önálló egyetemként a Magyar Közgazdaságtudományi Egyetemet, ami 1953. március 14-én a kommunista mozgalom elméletgyártójának, Karl Marxnak a nevét vette fel, magyarosított alakban. Többszöri átszervezés után 1990-től pedig a Budapesti Közgazdaságtudományi Egyetem néven folytatta működését.
A 2000-es felsőoktatási integráció során egybeolvasztották az Államigazgatási Főiskolával, így a neve Budapesti Közgazdaságtudományi és Államigazgatási Egyetem lett.
2003-ban a korábban a gödöllői Szent István Egyetem részét képező budai karok (a korábbi Kertészeti és Élelmiszeripari Egyetem) is csatlakoztak az egyetemhez, ezt követően vette fel a Budapesti Corvinus Egyetem nevet. 2012. január 1-jével a Közigazgatás-tudományi Kar (a korábbi Államigazgatási Főiskola) átkerült az újonnan megalapított Nemzeti Közszolgálati Egyetemhez, így a Corvinus már csak két campuson, hat karral folytatta működését. 2016. január 1-jével újra leválasztották a budai karokat, melyek újra a Szent István Egyetem részévé váltak. Az egyetem csak a gazdálkodástudományi, társadalomtudományi és közgazdaság-tudományi karát tartotta meg, ezáltal visszatért korábbi struktúrájához.
A székesfehérvári campust 2023. január 1-jével eladták az Óbudai Egyetemnek, az elindult szakok még a Corvinus fennhatósága alatt kifutnak, de új szakok 2023 szeptemberétől itt már nem indulnak.

## A Budapesti Corvinus Egyetem átalakítása
2019. július 1-jével az intézmény Magyarországon elsőként került alapítványi irányítás alá, fenntartói jogai a magyar államtól átkerültek az állam által létrehozott Maecenas Universitatis Corvini közhasznú alapítványhoz. Azóta húsz másik magyarországi egyetem is alapítványi fenntartásúvá vált.
Más alapítványi fenntartású egyetemmel ellentétben az állam a Corvinus finanszírozásából kivonult, emiatt 2020-tól már nincs lehetőség Corvinuson államilag támogatott képzésre felvételizni. A megszűnő államilag támogatott helyek helyett létrehozták a corvinus ösztöndíjas helyeket, amelyeket lényegesen nehezebb elnyerni és megtartani is, mint más egyetemek esetén az állami ösztöndíjas helyeket – akiket pedig önköltséges képzésre vesznek fel, vagy átsorolják önköltséges képzésre, azoknak a korábbinál jóval magasabb tandíjat kell fizetniük a tanulmányaikért. A tandíj mértéke félévenként akár 4 millió forint is lehet, mellyel a gazdagok elitegyeteme lehet a Corvinus.
Az átalakítás részeként a Corvinuson jelentősen csökkentik a felvett hallgatók számát, emiatt a felvételi ponthatárok minden korábbinál magasabbra emelkedtek. Emellett a felvett hallgatókon belül 60%-ról 40%-ra csökken a támogatott képzésre felvettek aránya. A levelező és az esti tagozatos képzéseken pedig először teljesen megszüntették a támogatott férőhelyeket, 2024-től pedig már egyáltalán nem indítanak a levelező és esti képzéseket.
Míg más egyetemeken az államilag támogatott képzési helyeken 2 egymást követő félévben elegendő 36 kreditet szerezni az ingyenes képzési hely megtartásához, addig a Corvinuson minimum 46 kredit megszerzése szükséges a Corvinus Ösztöndíj megőrzéséhez. Szintén szigorúbbak a tanulmányi átlag tekintetében az elvárások a Corvinus Ösztöndíj esetében: más egyetemeken gazdaságtudományi képzések esetén 3,0-s, társadalomtudományi képzéseken pedig 3,5-es súlyozott átlag szükséges az ingyenes képzésen való bennmaradáshoz, addig a Corvinuson minden képzési területen 3,8-as súlyozott átlag kell elérni a Corvinus Ösztöndíj megtartásához. Emellett más egyetemeken akár 2 félév csúszás esetén is jár még az ingyenes képzési hely, addig a Corvinuson minden csúszó hallgatónak önköltséget kell fizetnie a tanulmányaiért. Más egyetemekkel ellentétben a Corvinuson nincs lehetőség egyszerre két szakon támogatott képzésen tanulni. A Corvinus Ösztöndíj teljes összegét a hallgatónak vissza kell fizetnie, ha a félév során szünetelteti a jogviszonyát, vagy túllépi a képzésben meghatározott félévek számának kétszeresét.
A Corvinus mesterképzéseire való jelentkezéshez a felvételi követelményeket 2022-től jelentősen megnehezítették. Minden felvételiző számára – a felvételi vizsga teljesítésén túl – a jelentkezés előzetes feltételévé tették alkalmassági vizsga letételét. Emellett a Corvinusra való jelentkezéshez ugyancsak feltételül szabták legalább egy középfokú angol nyelvvizsga meglétét.
Az átalakítás során folyamatosan csökkentették a magyar nyelvű, és növelték az angol nyelvű képzések számát. 2024-től már az alapszakok többsége, a mesterszakoknak pedig csaknem mindegyike kizárólag angol nyelven indul. Minden szakon növelték a hallgatók leterheltségét: növelték az óraszámokat, és az egyes tantárgyakat nehezebb teljesíteni, mint más egyetemek azonos vagy hasonló szakjain. A hallgatóknak a korábbi idő 4-5-szörösét kell tanulásra fordítaniuk. Ezen felül a Corvinus elvégzését tovább nehezíti, hogy a tantárgyakat más egyetemekkel ellentétben angol nyelven kell teljesíteni.
Az átalakítás részeként önálló szakként megszüntették a kereskedelem és marketing, a turizmus-vendéglátás, az emberi erőforrások és a vidékfejlesztési agrármérnöki alapszakokat.
Az egyetem átalakítása ugyanakkor súlyos konfliktusokkal jár együtt. Erről tanúskodik az a levél, amelyet 2022 augusztusában a Corvinus Alkalmazotti Tanácsa küldött el az egyetem minden dolgozójának. A levélben kifejtették, hogy az átszervezésre hivatkozva az egyetem vezetése több oktatót is elbocsátott bármiféle szakmai vagy egyéb ok nélkül, ezzel pedig a tanács véleménye szerint a félelem kultúráját próbálják kiépíteni az intézményben. A dolgozóknak elküldött levélben egyértelmű utalást tett egy másik levélre a tanács, amelyet az egyetem vezetésének küldött el. Ebből kiderül több részlet is az elbocsátásokról. Eszerint olyan oktatókat is elbocsátottak a nyári szünetben, akik mind oktatói, mind kutatói kötelezettségüket magas színvonalon teljesítették, a legjobb besorolású nemzetközi folyóiratokba publikáltak, sőt az egyik elbocsátott dolgozót az egyetem vezetése nem sokkal az elbocsátása előtt ki is tüntette a munkájáért.
A HVG legfrissebb, 2024-es felsőoktatási rangsorából kiderül, hogy a Corvinus egyetlen év alatt 3 helyet rontott a magyarországi egyetemek rangsorában.

### A Maecenas Universitatis Corvini Alapítvány
A Budapesti Corvinus Egyetem fenntartói jogai az Emberi Erőforrások Minisztériumától 2018. október 1-jén átkerültek az Innovációs és Technológiai Minisztériumhoz, majd pedig 2019. július 1-jétől az állam által létrehozott Maecenas Universitatis Corvini közérdekű vagyonkezelő alapítvány vált az egyetem fenntartójává. Az alapítványnak az állam átadta a MOL és a Richter részvényeinek 10-10%-át azzal a szándékkal, hogy az állami támogatás megszűnését követően ezen cégek osztalékából tartsa fenn magát az egyetem. A finanszírozási modellt ugyanakkor kritikák is érik amiatt, hogy kiszámíthatatlan, hogy egy adott évben fizet-e osztalékot a részvényeseinek a MOL és Richter, és ha igen, akkor mennyit. A félelmek hamar beigazolódtak, 2020-ban ugyanis a MOL nem fizetett osztalékot. A kritikusok szerint a bevételek kiszámíthatatlansága bizonytalanná teszi az egyetem finanszírozását.

## Az egyetem vezetősége
- Szabó Lajos – az egyetem megbízott rektora
- Anthony Radev – az egyetem elnöke
- Domahidi Ákos – az egyetem kancellárja

### Rektorok
Az egyetemet irányító alapítványnál 2023. június elején bejelentették, hogy július végén Takáts Előd távozik a rektori pozícióból, de az egyetem tanára marad. Az új rektor kiválasztásáig a megbízott rektor Szabó Lajos általános rektorhelyettes. 2024. augusztus 1-jén Sulyok Tamás köztársasági elnök Bruno van Pottelsberghe belga közgazdászt, egyetemi tanárt nevezte ki rektorrá.
- 2024. aug.1-től Bruno van Pottelsberghe
- 2023–2024: Szabó Lajos (mb.)
- 2021–2023: Takáts Előd
- 2016–2021: Lánczi András
- 2012–2016: Rostoványi Zsolt
- 2003–2011: Mészáros Tamás
- 2000–2003: Chikán Attila
- 1997–2000: Palánkai Tibor
- 1991–1997: Andorka Rudolf
- 1985–1991: Csáki Csaba
- 1984–1985: Szuhay Miklós (mb.)
- 1980–1984: Csizmadia Ernő
- 1974–1979: Berend T. Iván
- 1968–1973: Szabó Kálmán
- 1963–1967: Pach Zsigmond Pál
- 1957–1963: Háy László
- 1953–1956: Fogarasi Béla
- 1950–1953: Nagy Tamás (kurátor)
- 1948–1950: Rudas László

## Az egyetem központi épülete
Az egyetem központi kampusza, az Ybl Miklós által tervezett egykori Fővámház 1870 és 1874 között, szűk egy hektáros alapterületen épült fel. Masszív betonalapra kellett a falakat felhúzni a közeli Duna-part laza talaja miatt. Az építkezéskor gránitot és a márványt is használtak, az aulát pedig üvegtetővel borították be. A költségek mintegy 3,4 millió osztrák–magyar forintra rúgtak. A Budapest ostromakor 1945-ben keletkezett súlyos sérüléseket 1950-re jórészt kijavították, így abban az évben itt indulhatott az új egyetem. 1990-ben ismét felújították az épületet, és ekkor liftekkel is felszerelték.

## Szervezeti felépítés
A Budapesti Corvinus Egyetem a 2004. évi LX. törvény alapján 2004. szeptember 1-jén kezdte meg működését ezzel a választott új névvel, ahol 2004. szeptember 1-je és 2011. december 31-je között hét, 2012. január 1-jétől – már a Közigazgatástudományi Kar nélkül – hat karon folyt a felsőoktatási képzés, majd 2016. január 1-jétől – a Budai Campus kiválásával – három karon zajlott oktatás.

### Intézetek
Az egyetem karai a 2019/20-as tanévben megszűntek, melyek helyett intézeteket hoztak létre. Az intézetek irányítása alatt tanszékekre bontva folynak a képzések.
2021-ben az alábbi intézetek működtek:
- Gazdaság- és Közpolitika Intézet
- Informatikai Intézet
- Közgazdaságtani Intézet
- Kommunikáció és Szociológia Intézet
- Marketing Intézet
- Matematikai és Statisztikai Modellezés Intézet
- Nemzetközi, Politikai és Regionális Tanulmányok Intézet
- Pénzügyi, Számviteli és Gazdasági Jogi Intézet
- Vállalatgazdaságtan Intézet
- Vállalkozásfejlesztési Intézet
- Vezetéstudományi Intézet

2022 áprilisában a teljes oktatási és kutatási szervezetét érintő átalakítást jelentett be a Corvinus vezetése, aminek hamar neki is kezdtek. A tervnek része volt az addigi intézeti struktúra megszüntetése és újra összerakása más struktúra szerint. A 444.hu forrásai szerint az oktatók felháborítónak tartották a mindössze néhány dián, felületesen bemutatott tervet. Az átalakítást az egyetem szenátusa a módosító javaslatok lesöprésével, nyílt szavazással szavazta meg. Az átalakítás után 2022 júliusától az alábbi intézeti struktúra működik:
- Adatelemzés és Informatika Intézet
- Fenntartható Fejlődés Intézet
- Globális Tanulmányok Intézet
- Közgazdaságtan Intézet
- Marketing- és Kommunikációtudományi Intézet
- Operáció és Döntés Intézet
- Pénzügy Intézet
- Számviteli és Jogi Intézet
- Társadalom- és Politikatudományi Intézet
- Vállalkozás és Innováció Intézet
- Vezetéstudományi Intézet

## Könyvtár

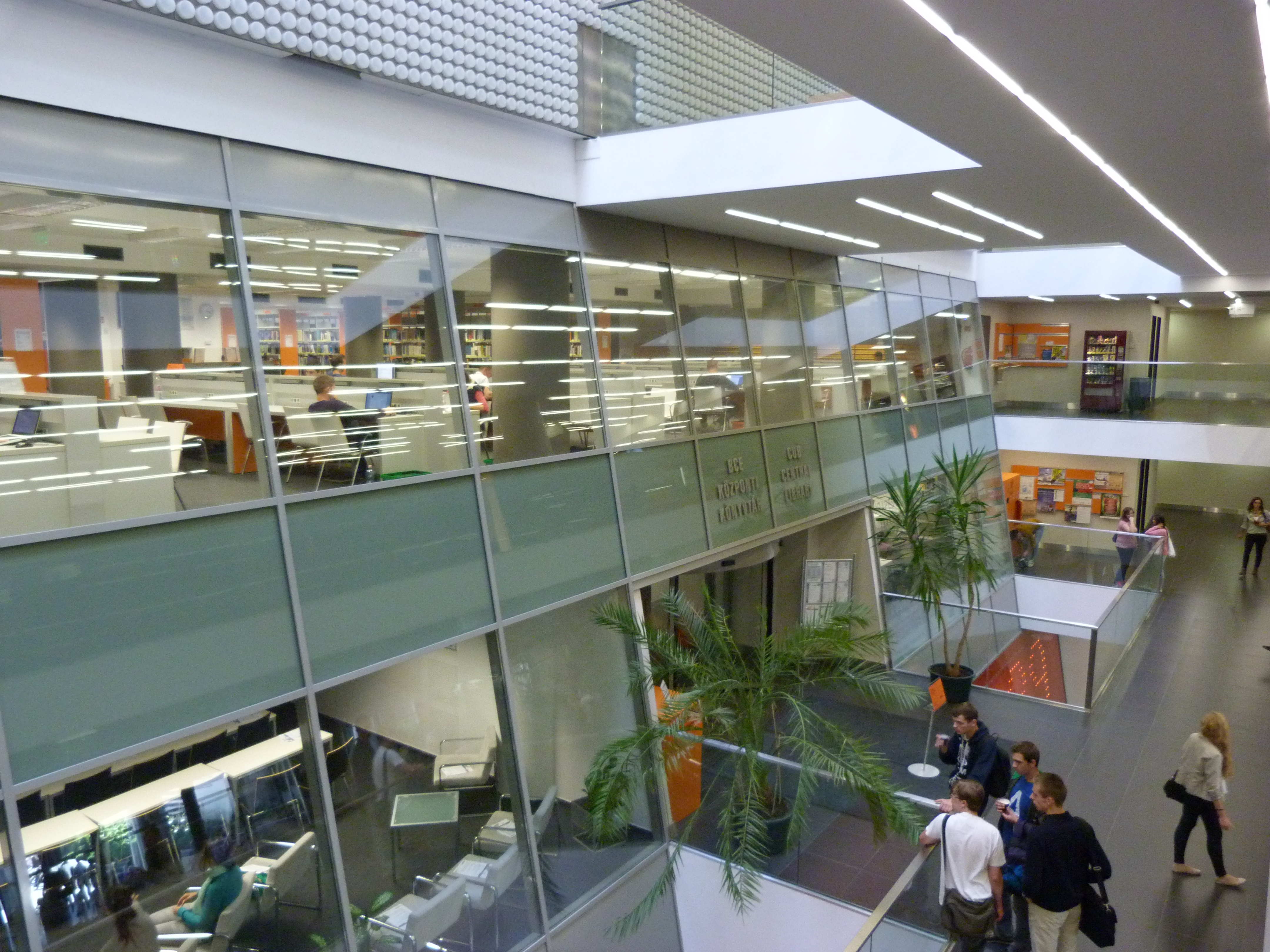
A Közraktár utca 4-6. alatti új könyvtár

Az 1948. évi LVII. törvény létrehozta a Magyar Közgazdaságtudományi Egyetemet és annak könyvtárát. Az Egyetem könyvtári ellátására akkor megszüntetett intézmények állományait rendelték. 200 ezer kötetes induló állománnyal kezdhetett az új egyetem könyvtára az akkori alapvető tananyag és szakirodalom gyűjtésébe. Az Egyetem és Könyvtára 1950-ben költözhetett az Ybl Miklós által tervezett és a háború után újjáépített Fővám (akkor Dimitrov) téri épületbe. A főépület 2. emeletén, 300 személyes olvasóteremmel rendelkezett. A Magyar Közgazdaságtudományi Egyetem 1953 tavaszán felvette Karl Marx nevét, így a könyvtár Marx Károly Közgazdaságtudományi Egyetem Központi Könyvtáraként működött tovább. 1955-ben a Közgazdasági Dokumentációs Központ feladatainak és munkatársainak zömét is a könyvtár vette át. Az MKKE Központi Könyvtára 1957 júliusától, az Országos Könyvtárügyi Tanács határozata alapján, a közgazdaság-tudomány országos alapkönyvtárának feladatait is ellátta. 1983 februárjában a kommunista hatalom által felszámolt, majd a rendszerváltás után újraindított Református Gimnázium épületébe (Közraktár utca 18-22. sz. alatt, a Zsil utca és Kinizsi utca által határolt háztömb) költözött a könyvtár. A szabadpolc 50 ezer kötetnyi könyvvel és kb. 1000 folyóirattal rendelkezett, a teljes állomány nagysága pedig mintegy 500 ezer könyvtári egységből állt. A könyvtár számítógépekkel való ellátása a nyolcvanas években kezdődött, 1989-től fokozatosan vette át az online katalógus az olvasók tájékoztatását. 1994-től számítógépes integrált könyvtári rendszer és online lekérdezhető adatbázisok állnak rendelkezésre. 2007 szeptemberében a Közraktár utca 4-6. alatti új oktatási épületbe költöztették a könyvtárat.

## Kutatás
Mintegy 20 kutatóközpont működik az egyetemen. A kutatási tevékenységhez kapcsolódó több folyóirat (Society and Economy, Vezetéstudomány, Corvinus Journal of Sociology and Social Policy, Corvinus Journal of International Affairs, Köz-Gazdaság) és kiadvány (pl. műhelytanulmány sorozatok: Corvinus Economic Working Papers RePEc, Corvinus Law Papers) jelenik meg az egyetemen.

## Doktori iskolák
A Budapesti Corvinus Egyetemen 4 doktori iskola működik:
- Gazdálkodástani Doktori Iskola
- Közgazdasági és Gazdaságinformatikai Doktori Iskola
- Nemzetközi Kapcsolatok és Politikatudományi Doktori Iskola
- Szociológia és Kommunikációtudomány Doktori Iskola

A kurzusok többsége angol nyelven folyik.

## Szakkollégiumok
1970-ben alakult meg az akkor még Marx Károly Közgazdaságtudományi Egyetem első szakkollégiuma, mely a népi kollégiumok hagyományait kívánta feleleveníteni. Az alapításkor a Marx Károly Közgazdaságtudományi Egyetem Szakkollégiuma nevet viselő intézmény 1973-ban vette fel Rajk László kommunista politikus nevét. Később számos újabb szakkollégium jött létre.
Évtizedeken át a kevés lehetőségek egyike volt az egyetem hallgatósága számára, hogy az uralkodó politikai irányvonaltól eltérő gondolataikat egymással megoszthassák és a tiltólistán lévő gondolkodók véleményét is meghallgathassák. A nyolcvanas évek második felétől kezdve a Bibó István Szakkollégiummal együtt az egyetem szakkollégiumai az ellenzéki mozgások egyik gócpontjaként működtek. A rendszerváltás után a politizálás helyett a szakmai munka került előtérbe, az egyetemi alapoktatást kiegészítő ismereteket nyújtanak tagjaik számára.
A szakkollégiumok több speciális témában (például: társadalomelméleti, pénzügyi, diplomáciai stb.) végeznek elmélyült kutatást, gyakran külső oktatók, vagy a gazdasági élet szereplőinek bevonásával. A tagok általában együtt laknak az egyetemi kollégiumuk egy elkülönített szintjén, vagy egy ezektől független épületben.
Az egyetemen 2020-ban működő szakkollégiumok közül a legjelentősebbek:
- EVK Szakkollégium
- Fiatal Autonóm Közgazdászok Társasága
- Gyakorlati Diplomácia Szakkollégiuma
- Heller Farkas Szakkollégium
- Rajk Szakkollégium
- Széchenyi István Szakkollégium
- Szent Ignác Jezsuita Szakkollégium
- Társadalomelméleti Kollégium

## Diákszervezetek
A Corvinuson bő 40 diákszervezet működik. Egyes szervezetek szakmai fókuszúak, mások valamely hobbi köré szerveződnek, vagy nemzetköziesedéssel foglalkoznak.
1970-ben alakult meg a Marx Károly Közgazdaságtudományi Egyetemen a ma legrégebbi diákszervezet, a Studium Generale, mely azóta a Corvinus Egyetem hivatalos érettségi felkészítője lett. A szervezet a hátrányos helyzetű diákokat készíti fel az érettségire ingyenesen, valamint ez az egyik legnagyobb taglétszámú szervezet.
A 2020-ban működő diákszervezetek közül többek közt az alábbiak szerepelnek:
- Corvinus Közgáz Néptáncegyüttes
- Corvinus Művészeti Akadémia
- ESN CorvinusJÉG, azaz a Jövőt Építők Generációja
- KDSZ – Közgazdászok a Politikában
- Közép-Európa Társaság
- nowUpresent
- Vállalkozásfejlesztés Klub

## Hallgatói Önkormányzat
A Budapesti Corvinus Egyetem Hallgatói Önkormányzata (Corvinus HÖK) érdekképviseleti szervezeti egység, amelyet hallgatók irányítanak. A HÖK-nek minden egyetemi polgár tagja, de köznapi használatban a HÖK ennek megválasztott testületét fedi. A HÖK feladata a hallgatók képviselete, a hallgatók és az egyetemi oktatók közötti kommunikáció biztosítása, valamint a hallgatókat érintő problémák megoldásában történő segítségnyújtás. A HÖK választmányát kétévente szavazzák meg a Corvinus hallgatói. A tavasszal tartott választásra minden hallgató jelöltetheti magát, a választmány ez alapján alakul meg.
A HÖK képviseli a hallgatókat az egyetem legfontosabb döntéshozatali ülésein, így a Szenátuson és legfontosabb bizottságokban, és egyetértési jogot gyakorol két szabályzat kapcsán. A felmerülő oktatási problémákkal kapcsolatban is megkereshetőek, továbbá a HÖK feladata a hallgatók megfelelő tájékoztatása is az egyetemi eseményekről. Ezeken felül a HÖK rendezvényeket is szervez.

## Corvinus Hallgatói Médiaközpont
A Corvinus HÖK a Kommunikációs Iroda és a Magatartástudományi és Kommunikációelméleti Intézet közreműködésével alapította meg 2012 januárjában a Corvinus Hallgatói Médiaközpontot. A központ adja ki a Budapesti Corvinus Egyetem két, már korábban is létező újságát. A Médiaközpont célja az egyetemi kommunikáció egységesítése, a hallgatói médiumok összefogása. Több mint ötven hallgató tagja a központnak. A Hallgatói Önkormányzat elnöke és kommunikációs referense ellenőrzi a munkát, amelyet a főszerkesztő és a médiumok felelős szerkesztői koordinálnak.
A Corvinus Hallgatói Médiaközpont az alábbi médiumokból áll:
- A Közgazdász a Budapesti Corvinus Egyetem hivatalos lapja, melyet 1951-ben alapítottak. A lap az évek során sok átalakuláson ment keresztül. Elsősorban az egyetem közéleti hírei, szakmai, tudományos és kulturális írások kapnak benne helyet. Megjelenik szorgalmi időszakban kéthetente 20–28 oldalon 3000–4000 példányban tabloid méretben. A hallgatói lap 2019-ben nyomtatott formában megszűnt, írásaik ma már csak a korábban is működő corvinusonline.blog.hu oldalon érhetőek el. A blogon napi rendszerességgel jelennek meg egyetemi közéleti hírek, oktatói és közéleti interjúk, tudományos elemzések és eseménybeszámolók, valamint hallgatói véleménycikkek. A szerkesztőséget a Corvinus Egyetem által kiválasztott főszerkesztő vezeti.
- A Corvinus Offline hallgatói magazin: a Corvinus Offline egy néhány évvel ezelőtt alapított, fiatalos időszaki hallgatói magazin. Elsősorban a szabadidővel, populáris kultúrával, sporttal, valamint más lazább témákkal foglalkozik. Megjelenik vizsgaidőszakban és tematikus kiadványokkal 36–60 oldalon A5 méretben;

## Kollégiumok
A Corvinus három budapesti kollégiumot működtet, a Földes Ferenc Kollégiumot, a Kinizsi Kollégiumot és a Tarkaréti Kollégiumot.
| Ismert egykori diákjai |
| --- |
| - Ancsin László – magyar bajnok birkózó - Apró Piroska – közgazdász - Avar János – újságíró - Bajnai Gordon – volt miniszterelnök, volt nemzeti fejlesztési és gazdasági miniszter - Báger Gusztáv közgazdász, költő - Bánki András – újságíró - Bartha Ferenc – közgazdász, a Magyar Nemzeti Bank egykori elnöke - Beke-Martos Gábor – a Siemens elnök-vezérigazgatója - Bélyácz Iván – a Pécsi Tudományegyetem egyetemi tanára, a Magyar Tudományos Akadémia rendes tagja, 2011 és 2017 között a Gazdaság- és Jogtudományok Osztálya elnöke, Széchenyi-díjas magyar közgazdász - Berend T. Iván – történész, közgazdász, a Budapesti Corvinus Egyetem jogelődjének egykori rektora - Besenyei Láajos (1941-) közgazdász, statisztikus, jövőkutató, egyetemi tanár, a Miskolci Egyetem rektora - Betlen János – újságíró - Bodnár Pál (1938-2010) közgazdász, az MTA doktora, a Pénzügyi és Számviteli Főiskola főigazgató helyettese - Bolgár György – újságíró - Bokros Lajos – volt pénzügyminiszter - Bujtor István – színész - Czene Attila – olimpiai bajnok úszó, politikus - Csaba László – közgazdász professzor, akadémikus - Csák János – kulturális és innovációs miniszter - Csáki Csaba – közgazdász, a Budapesti Corvinus Egyetem jogelődjének egykori rektora - Csizmadia Ernő – közgazdász, a Budapesti Corvinus Egyetem jogelődjének egykori rektora - Chikán Attila – volt gazdasági miniszter - Czene Attila – olimpiai bajnok úszó - Dányi Pál közgazdász, MSZMP-és politikus - Dobrev Klára – közgazdász, az Európai Parlament alelnöke - Dömötör Zoltán – olimpiai bajnok vízilabdázó - Dömsödi Gábor újságíró, polgármester - Erdős Sándor olimpiai és világbajnok magyar vívó - Faklen Pál újságíró - Farkasházy Tivadar – újságíró, humorista - Ferjancsik Domonkos – kardvívó - Ficsor Ádám – volt miniszter - Fogarasi Béla – közgazdász, a Budapesti Corvinus Egyetem jogelődjének egykori rektora - Forintos Győző magyar sakkozó, nemzetközi nagymester, - Föld S. Péter újságíró, humorista - Gergely István – vízilabdázó - Gurmai Zita MSZP-és politikus - Halász Géza – újságíró, humorista - Háy László – közgazdász, a Budapesti Corvinus Egyetem jogelődjének egykori rektora - Herczeg Zoltán – divattervező - Horn Gábor politikus, a Republikon Alapítvány kuratóriumának elnöke - Járai Zsigmond – volt pénzügyminiszter, MNB-elnök - Joó Rudolf – államtitkár - Juhász Pál – agrárközgazdász - Kádár Béla – az MKT elnöke - Kaplár F. József sportújságíró - Király Júlia – az MNB alelnöke - Kondor Katalin – újságíró - Kósa L. Adolf – műsorvezető - Kovács Ágnes – olimpiai bajnok úszó, UNICEF jószolgálati nagykövet-jelölt - Kovács Ákos – énekes - Kovács Pál Ádám – olimpiai bajnok vívó - Kovács Tamás világbajnok magyar kardvívó, szövetségi kapitány - Kozák Danuta – olimpiai bajnok kajakozó - Kupa Mihály – volt pénzügyminiszter - Laki Mihály az MTA doktora - Lambert Gábor – újságíró - László Csaba – volt pénzügyminiszter - Lipovecz Iván – újságíró - Lotz Károly nagykövet - Matolcsy György – a Magyar Nemzeti Bank elnöke - Martin József újságíró, lapszerkesztő - Medgyessy Péter – volt miniszterelnök, volt pénzügyminiszter - Mikes György – humorista - Nagy Márton – gazdaságfejlesztésért felelős tárca nélküli miniszter - Nagy Tamás – közgazdász, a Budapesti Corvinus Egyetem jogelődjének egykori kurátora - Németh Miklós – volt miniszterelnök - Novák Katalin – köztársasági elnök - Pach Zsigmond Pál – közgazdász, a Budapesti Corvinus Egyetem jogelődjének egykori rektora - Palánkai Tibor – közgazdász, a Budapesti Corvinus Egyetem jogelődjének egykori rektora - Pongrácz György magyar élsportoló, újságíró - Poór Klára – újságíró - Rekettye Gábor – a Pécsi Tudományegyetem volt dékánja - Rogán Antal – a Miniszterelnöki Kabinetirodát vezető miniszter - Rostoványi Zsolt – közgazdász, a Budapesti Corvinus Egyetem jogelődjének volt rektora - Rudas László – közgazdász, a Budapesti Corvinus Egyetem jogelődjének egykori rektora - Schmitt Pál – Magyarország volt köztársasági elnöke - Simor András – egykori MNB-elnök - Simonyi Károly, Kossuth-díjas atomfizikus - Sipos Béla – a Pécsi Tudományegyetem volt rektorhelyettese - Storcz Botond – olimpiai bajnok kajakozó, edző - Surányi György – egykori MNB-elnök - Szabó Kálmán – közgazdász, a Budapesti Corvinus Egyetem jogelődjének egykori rektora - Szanyi Tibor – politikus, volt országgyűlési képviselő - Szijjártó Péter – külgazdasági és külügyminiszter - Szirbik Imre – politikus, volt országgyűlési képviselő, Szentes volt polgármestere - Szűcs Erika – politikus, volt szociális és munkaügyi miniszter - Szűrös Mátyás – politikus, a Magyar Köztársaság ideiglenes köztársasági elnöke volt - Takáts Előd – közgazdász, a Budapesti Corvinus Egyetem rektora - Ujj Mészáros Károly – filmrendező - Varga Mihály – pénzügyminiszter - Veres János – volt pénzügyminiszter - Veress József (közgazdász) MTA doktora, egyetemi tanár, a BCE rektorhelyettese - Vince Mátyás – újságíró - Vörös József – a PTE KTK dékánja, PTE rektorhelyettese, az MTA rendes tagja - Zsubori Ervin – újságíró |

| Ismert egykori tanárai |
| --- |
| - Ádám György (1921–2011) jogász, filozófus - Ádám György (1911-1974) közgazdász - Bácskai Tamás (1925–2007) közgazdász - Berei Andor (1900–1979) közgazdász, politikus - Berend Iván (1924–2006) közgazdász, a Magyar Tudományos Akadémia (MTA) Doktora - Bihari Ottó (1921–1983) jogász, az MTA tagja - Bognár József (1917–1996) közgazdász, politikus, az MTA tagja - Bokorné Szegő Hanna (1925-2006) nemzetközi jogász - Bora Gyula (1928-2022) geográfus, egyetemi tanár, rektorhelyettes - Búza János (1939-) történész, egyetemi tanár, az MTA doktora - Csanádi György (1917–1986), jogász - Denkinger Géza (1930–2019) matematikus. - Erdős Tibor (1928–2022), közgazdász, az MTA tagja - Falusné Szikra Katalin (1924–2006), közgazdász, az MTA tagja - Forgó Ferenc (1942-) közgazdász, matematikus, egyetemi tanár, az MTA doktora - Földi Tamás (1929–2007), közgazdász, 1970 és 1990 között a MTA közgazdaságtudományi bizottságának titkára. - Friss István (1903–1978) közgazdász, politikus, az MTA tagja - Fülei-Szántó Endre (1890–1958) jogász - Fülei-Szántó Endre (1924–1995) spanyol–német–angol–francia szakos nyelvtanár - Gazsó Ferenc (1932–2018) szociológus - Gyurkó Lajos (1926–2008) matematikus - Haász Árpád (1896-1967) közgazdász, egyetemi tanár, dékán - Hagelmayer István (1933–1997) közgazdász - Hajdu Ottó (1959-2022) statisztikus, tanszékvezető, az MTA doktora - Hanák Péter (1921-1997) történész, művelődéstörténész - Hegedüs András (1922–1999), szociológus, politikus - Heller Farkas (1877–1955) közgazdász, elmélettörténész, az MTA tagja - Herczegh Géza (1928-2010) jogász, egyetemi tanár, az MTA rendes tagja - Hetényi István (1926–2008) közgazdász, politikus - Hoch Róbert (1926–1993) közgazdász, az MTA Doktora - Hoós János (1938–2014) közgazdász, jövőkutató, az MTA doktora - Huszár Géza (1895-1965) matematikus, egyetemi tanár, dékán - Jenei György (1942-2024) filozófus, szociológus, az MTA doktora - Jónás Anna (1926-1993) agrárközgazdász, egyetemi tanár - Jeszenszky Géza (1941-) magyar történész, politikus, diplomata, egyetemi tanár, dékán - Juhász Gyula (1930-1993) történész, egyetemi tanár - Kádár Iván (1921-1995) magyar jogász, közgazdász, számítástechnikai szakember - Kemenes Ernő az Országos Tervhivatal elnöke - Kindler József (1929-2010) közgazdász, egyetemi tanár, MTA doktora - Komjáti Zoltán (1930–1985) közgazdász, statisztikus - Korán Imre (1904–1995) mérnök, közgazdász, jövőkutató, az MTA Doktora - Kornai János (1928-2021) Széchenyi-díjas közgazdász, egyetemi tanár, az MTA rendes tagja - Kovács Géza (1928–2009) közgazdász, jövőkutató, az MTA doktora - Kovács Sándor (1932-2006) közgazdász, dékán - Köves Pál (1925–2021) statisztikus, az MTA Doktora - Krekó Béla (1915–1994) matematikus, közgazdász - Liska Tibor (1925–1994) közgazdász - Markos György (1902-1976) geográfus, grafikus, újságíró. - Marosi Miklós (1922-2010) közgazdász, egyetemi tanár, az MTA doktora - Mátyás Antal (1923–2016) közgazdász, az MTA tagja - Megyeri Endre (1928-1986) közgazdász, dékán, rektorhelyettes - Meszéna György (1931-) matematikus, egyetemi tanár - Móczár József (1946-) közgazdász, matematikus, az MTA doktora - Mundruczó György (1942–1997) közgazdász, statisztikus - Nagy Imre (1896–1958) agrárközgazdász, politikus, az MTA tagja - Nováky Erzsébet (1945-) közgazdász, jövőkutató, az MTA Doktora - Papp Zsolt (1944–1992) filozófus, szociologus - Párniczky Gábor (1925–1992) statisztikus, az MTA Doktora - Péter György (1903–1969) statisztikus - Pongrácz László (1928-2012) közgazdász, munkaügyi szakember - Rabár Ferenc (1929–1999) közgazdász, politikus - Radó Sándor (1899–1981) magyar földrajztudós, térképész, egyetemi tanár, a MTA rendes tagja. A magyar térképészet jelentős személyisége. „Dóra” fedőnévvel az 1920-as évektől a második világháború végéig a sztálini szovjet katonai hírszerzés, a GRU ügynöke, majd hivatásos tisztje. - Sárközy Tamás (1940–2020) jogász, az MTA Doktora - Sipos Aladár (1927–2005) közgazdász, az MTA tagja - Stark Antal (1932-2018) közgazdász, egyetemi tanár, az MTA doktora, dékán, rektorhelyettes - Szabó Katalin (1944–2017) közgazdász, az MTA Doktora - Szalai Sándor (1912–1983) szociológus, az MTA tagja - Szanyi Jenő (1926–1974) közgazdász, az MTA Doktora - Szép Jenő (1920–2004) matematikus, közgazdász, az MTA Doktora - Theiss Ede (1899–1979) közgazdász, statisztikus, az MTA tagja - Timár Mátyás (1923–2020) közgazdász, politikus, az MTA doktora - Török Péter (tájépítész) (1958–2022) Ybl-díjas tájépítész, óraadó tanár - Ustor Endre (1909-1998) nemzetközi jogász, diplomata - Vági Ferenc (1926-1996) agrárközgazdász, tanszékvezető, dékán, az MTA doktora - Vajda Imre (1900–1969) közgazdász, az MTA tagja. - Varga István (1897–1962) közgazdász, a MTA levelező tagja - Varga Sándor (1932-2011) közgazdász, az MTA doktora - Vályi Péter (1919–1973) közgazdász, politikus - Veress József MTA doktora, egyetemi tanár, a BCE rektorhelyettese - Zalai Ernő (1943–2021) közgazdász, az MTA tagja |

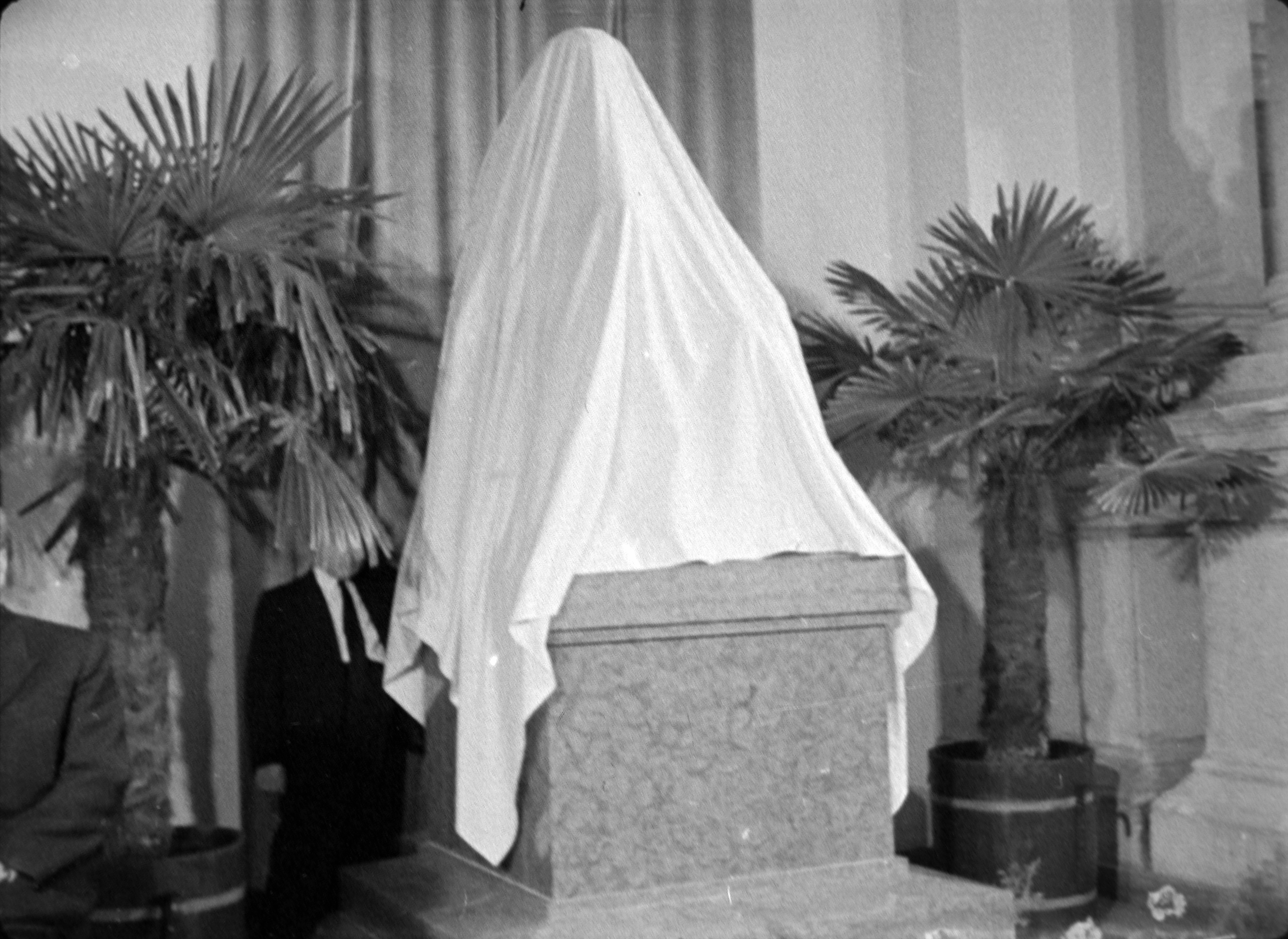
Az MKKE aulája Karl Marx szobrának avatásakor (Farkas Aladár szobrászművész alkotása)
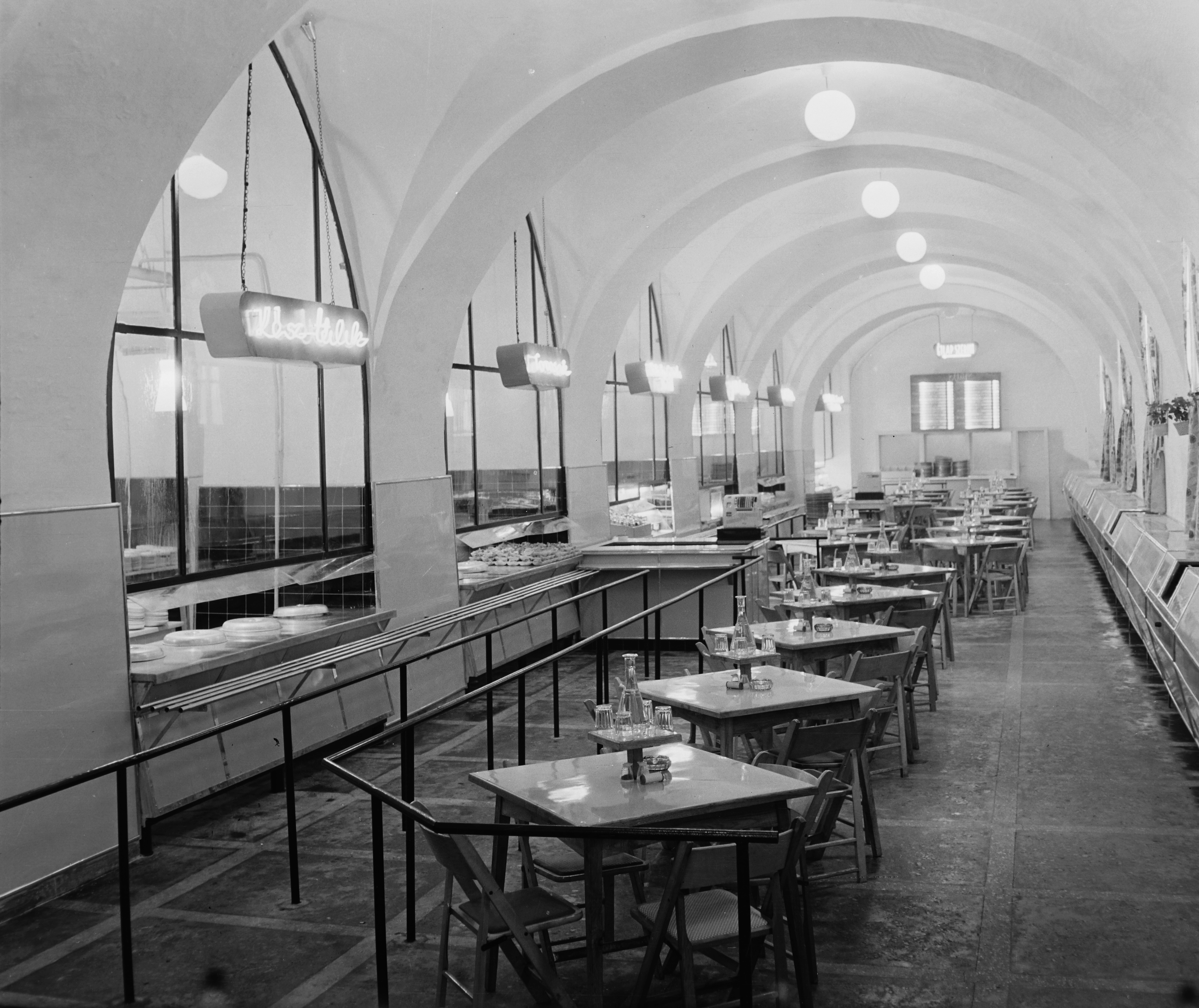
Az MKKE étterme 1960-ban
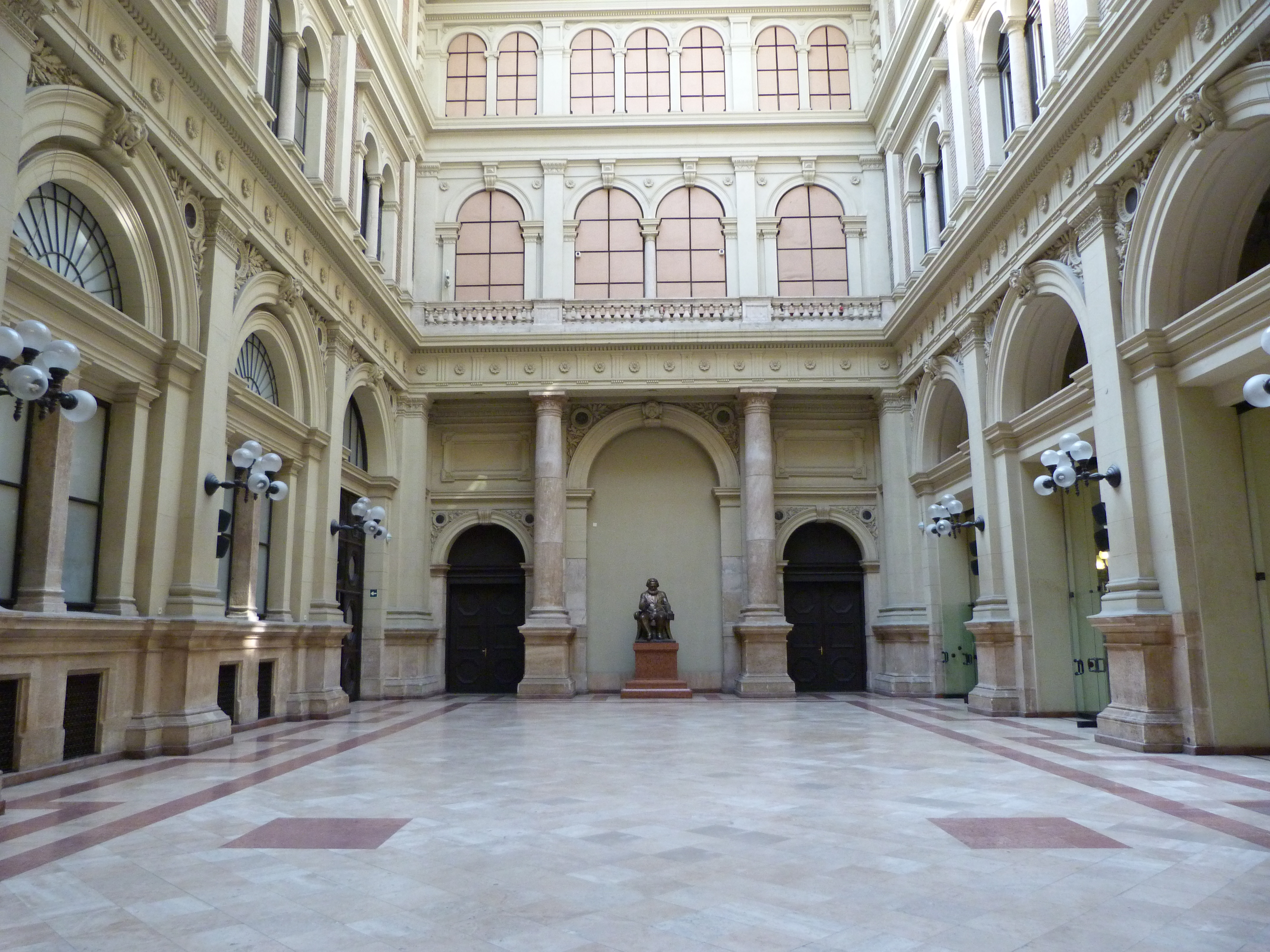
Az aula 2014 júniusában még a Marx-szoborral, amit az év augusztusában eltávolítottak
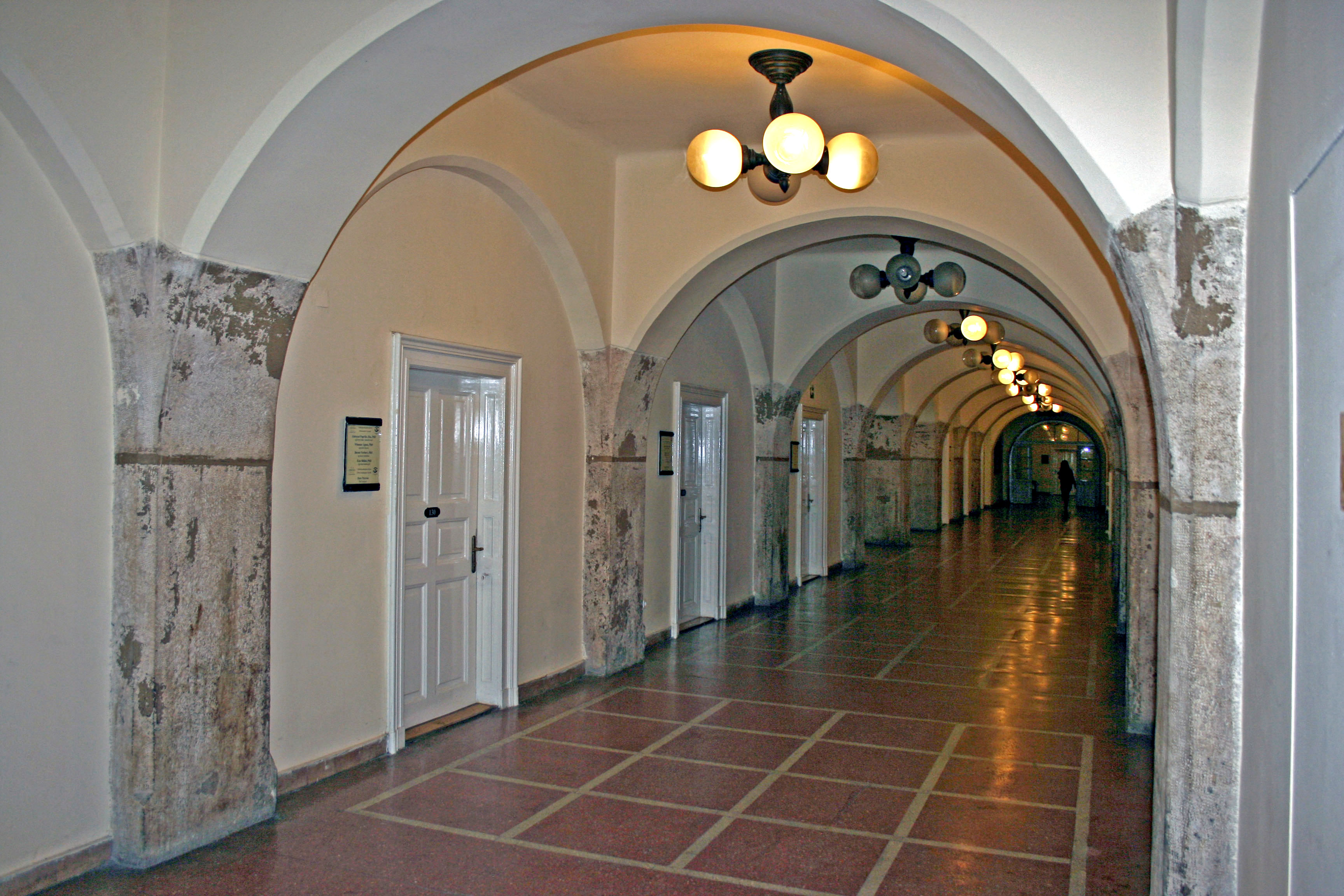
Egy felső emeleti folyosó
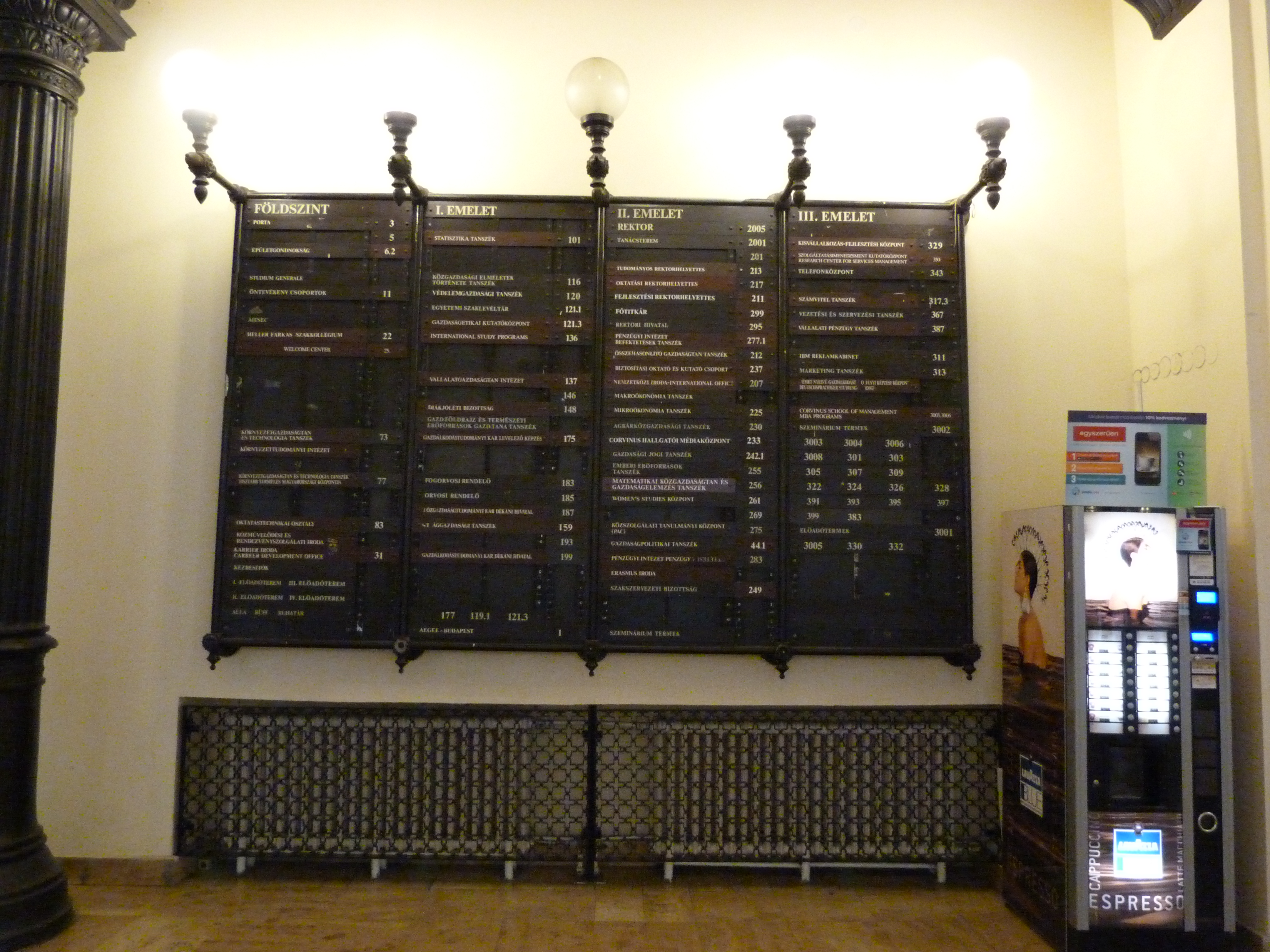
A bejárattal szemközti eligazító tábla
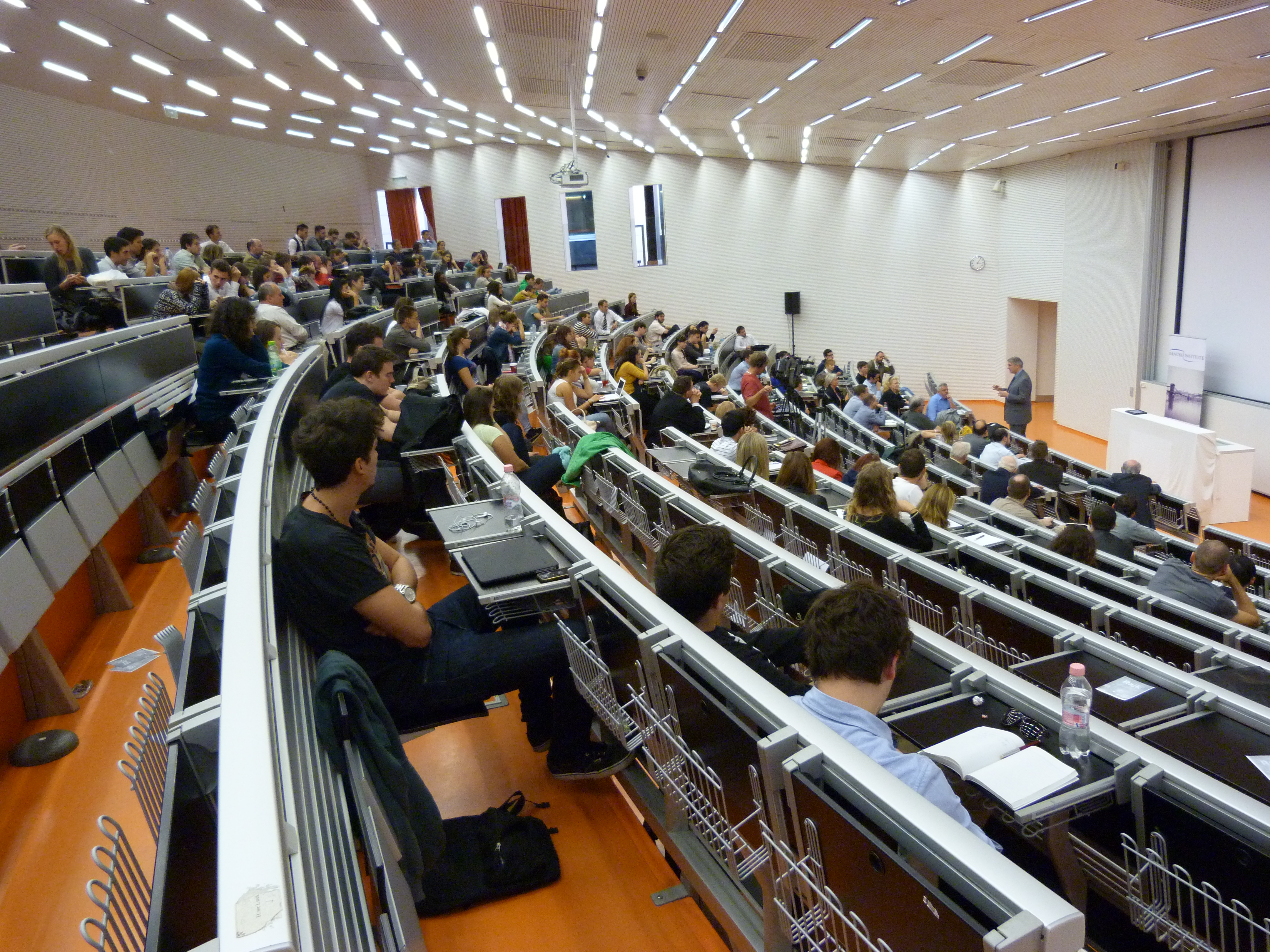
Nagyelőadó a C épületben
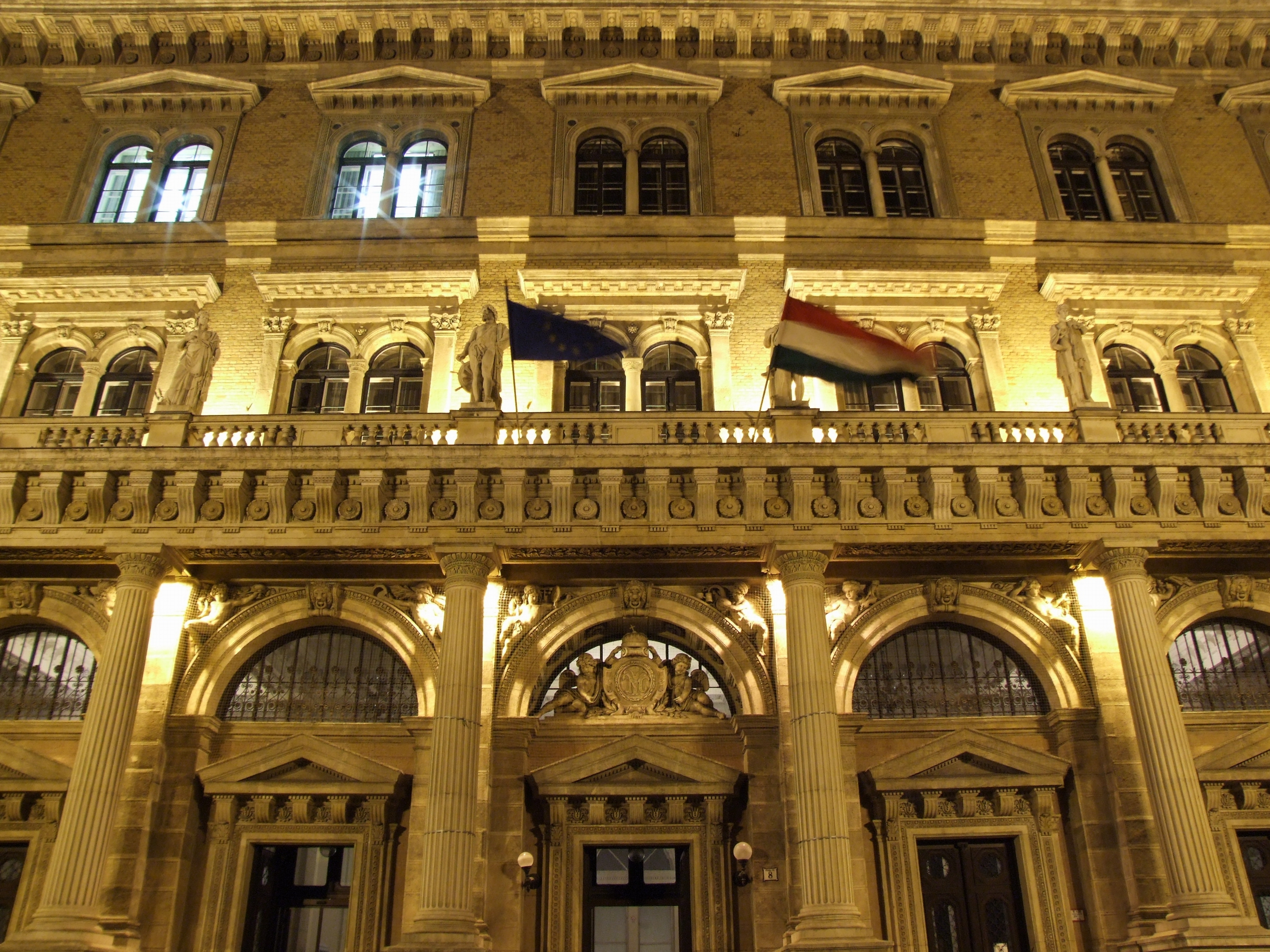
A főépület látványa éjszaka
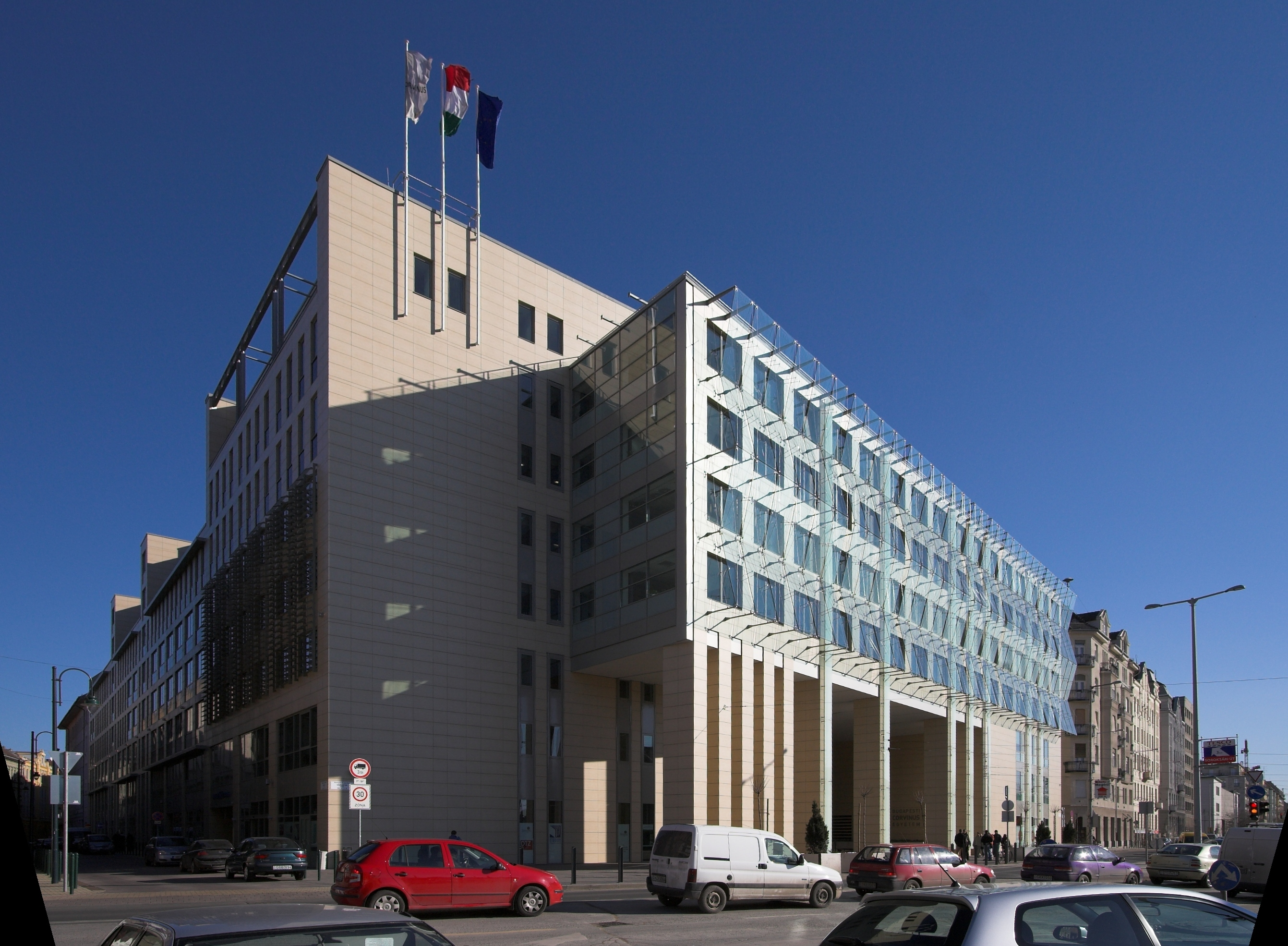
A BCE 2007-ben átadott C épülete, ahol az egyetem könyvtára is található
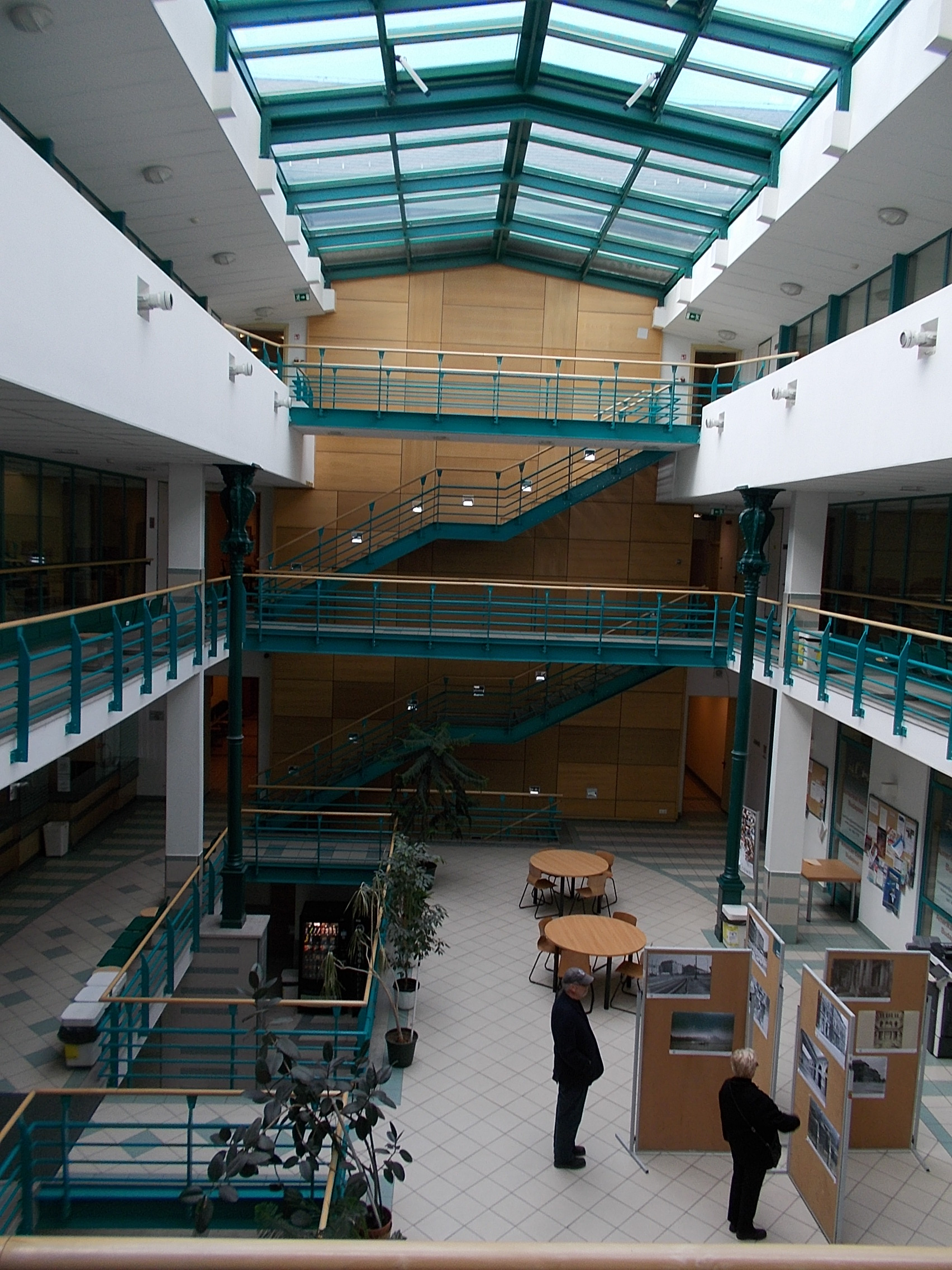
A Sóház belső tere

| Képek |
| --- |
| - Az MKKE aulája Karl Marx szobrának avatásakor (Farkas Aladár szobrászművész alkotása) - Az MKKE étterme 1960-ban - Az aula 2014 júniusában még a Marx-szoborral, amit az év augusztusában eltávolítottak - Egy felső emeleti folyosó - A bejárattal szemközti eligazító tábla - Nagyelőadó a C épületben - A főépület látványa éjszaka - A BCE 2007-ben átadott C épülete, ahol az egyetem könyvtára is található - A Sóház belső tere |